# Автошлях Т 0741
Автошля́х Т 0741 — автомобільний шлях територіального значення у Закарпатській області. Пролягає територією Свалявського району через Голубине — перетин із E50. Загальна довжина — 1,2 км.

## Маршрут
Автошлях проходить через такі населені пункти:
| Автошлях Т 0741      |
| Закарпатська область |
| Свалявський район    |
| Голубине             |
| перетин з E50        |